# Reimeikai
Die Reimeikai (jap. 黎明会, dt. „Morgendämmerungstreff“) war eine japanische „Bildungsgesellschaft“ der Taisho-Zeit und Teil der Taishō-Demokratiebewegung. Die Mitglieder waren verpflichtet danach „zu streben, das Leben der Menschen zu stabilisieren und zu bereichern in Übereinstimmung mit den neuen Trends der Nachkriegszeit“.
Die Reimeikai wurde im Dezember 1918 gebildet, um öffentliche Vorträge zu fördern. Die Gründer waren Yoshino Sakuzō und Fukuda Tokuzō.
Die Reimeikai setzte sich für das allgemeine Wahlrecht, die Versammlungsfreiheit und ein liberales Streikrecht ein. Ihr Ziel war die „Ideen der Demokratie unter den Menschen zu verbreiten“.
Ihre Auflösung erfolgte 1920.